# Hohen Niendorf

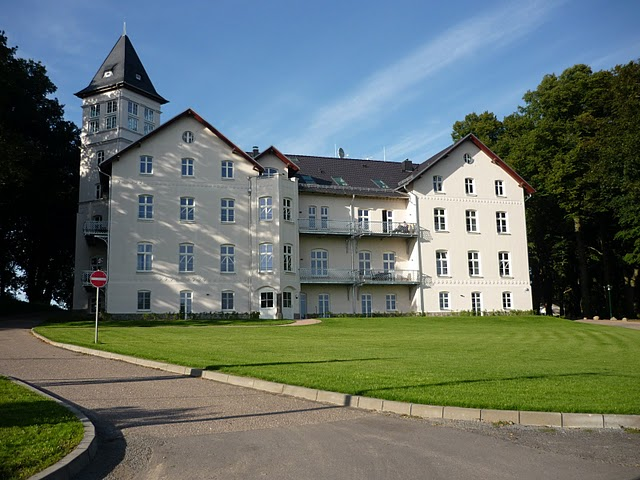
Jagdschloss

Hohen Niendorf ist ein Ortsteil der Gemeinde Bastorf im Landkreis Rostock in Mecklenburg-Vorpommern.

## Geografie
Der Ort befindet sich auf einer Erhebung etwa 1,5 Kilometer südöstlich von Bastorf. Die nächste größere Stadt ist das Ostseebad Kühlungsborn in etwa fünf Kilometer Entfernung.

## Jagdschloss
Im Südwesten des Ortes befindet sich am Waldrand im Höhenzug Kühlung das Gut Hohen Niendorf, seit 1859 im Besitz der Familie Friedrich Bobsin. Das spätere Jagdschloss zu Hohen Niendorf mit einem etwa 70.000 m² großen Schlosspark wurde 1865 zunächst als historistisches Herrenhaus durch den Wismarer Architekten Heinrich Thormann errichtet. 1913 besaß Sophie von Oertzen das Gut, gefolgt von der Familie von Wilamowitz-Möllendorff. Der verputzte, zwei- bis dreigeschossige Backsteinbau des Herrenhauses wurde 1912 nach Plänen des Architekten Gustav Hamann erweitert und zum Jagdschloss mit viergeschossigem Turm umgebaut.
Der Schlosspark wurde 1866 nach den Plänen des Rostocker Gartenarchitekten Wilken als Englischer Landschaftsgarten angelegt. Mehrere frühgeschichtliche Bodendenkmale wurden dabei einbezogen. Er umfasst eine große Wiese, verschiedene Baumarten und einen Teich. Sehenswert sind beispielsweise der rund 15 Meter hohe Ilex und eine knorrige Steineiche, die über 120 Jahre alt sind, sowie Rhododendren, die im gesamten Park wachsen, und eine Vielzahl von Fichten und anderen Naturhölzern, die aus Nordamerika, dem Kaukasus, Kleinasien und aus Japan stammen.
1945 ging von hier die Bodenreform (Junkerland in Bauernhand) aus. In den 1970er Jahren diente das Herrenhaus dem Freien Deutschen Gewerkschaftsbund (FDGB) als Ferienheim. Mehrere Eigentümer versuchten das Gebäude von den 1980er Jahren bis 1995 zu erhalten, scheiterten jedoch an der verfallenden Bausubstanz.
Das Schloss und der Park stehen unter Denkmalschutz und wurden vom Frühjahr 2009 an saniert. Die komplette Fertigstellung erfolgte im Juni 2010. Es entstanden 21 Ferienwohnungen, die zum Aufleben des Ortes beitragen. Im Januar 2014 erfolgte die weitere Sanierung der Gebäude im Park.
Der Park mit seinen Großsteingräbern, Bronzeskulpturen und dem Schwanenteich ist halböffentlich und kann zum Spaziergang genutzt werden. Die Bronzeskulpturen sind Probegüsse und wurden beim Beräumen des Parks entdeckt. Die Originale stehen in der Fußgängerzone in Rostock.